# شهرستان اسکرون (جورجیا)
شهرستان اسکرون، جورجیا (به انگلیسی: Screven County, Georgia) یک سکونتگاه مسکونی در ایالات متحده آمریکا است که در جورجیا واقع شده‌است.

## خصوصیات
شهرستان اسکرون ۱٬۶۹۹٫۰۴ کیلومترمربع مساحت دارد.